# Eleazar López Contreras (Lagunillas)
Pour les articles homonymes, voir López et Contreras.
Eleazar López Contreras est l'une des six paroisses civiles de la municipalité de Lagunillas dans l'État de Zulia au Venezuela. Sa capitale est Picapica.